# Кожушкин, Николай Алексеевич
Николай Алексеевич Кожушкин (16 октября 1922, Кузькин, Царицынская губерния — 28 марта 2003, Волжский, Волгоградская область) — полковник Советской армии, участник Великой Отечественной войны, Герой Советского Союза (1945).

## Биография
Николай Кожушкин родился 16 октября 1922 года в селе Кузькин Филоновского юрта Хопёрского округа (ныне — Киквидзенский район Волгоградской области). Окончил семь классов школы и школу фабрично-заводского ученичества, после чего работал слесарем на заводе № 264 в Сталинграде. В августе 1941 года Кожушкин был призван на службу в Рабоче-крестьянскую Красную армию. В 1942 году он окончил Армавирскую военную авиационную школу пилотов. С декабря 1943 года — на фронтах Великой Отечественной войны. Дважды был сбит, во второй раз попал в плен, но 7 мая 1945 года сбежал.
К концу войны гвардии лейтенант Николай Кожушкин был старшим лётчиком 75-го гвардейского штурмового авиаполка 1-й гвардейской штурмовой авиадивизии 1-й воздушной армии 2-го Белорусского фронта. Всего за время своего участия в боевых действиях он совершил 112 боевых вылетов на штурмовку скоплений боевой техники и живой силы противника, нанеся тому большие потери. Принял участие в 37 воздушных боях, сбив 4 вражеских самолёта лично и ещё 1 — в составе группы.
Указом Президиума Верховного Совета СССР от 29 июня 1945 года гвардии лейтенант Николай Кожушкин был удостоен высокого звания Героя Советского Союза с вручением ордена Ленина за номером 42573 и медали «Золотая Звезда» за номером 6219.
После окончания войны Кожушкин продолжил службу в Советской Армии. В 1950 году он окончил Военно-воздушную академию. В 1978 году в звании полковника Кожушкин был уволен в запас. Проживал в Гомеле, а в 1992 году переехал в город Волжский Волгоградской области.
Скончался 28 марта 2003 года.

## Награды
Указом Президиума Верховного Совета СССР от 29 июня 1945 года гвардии лейтенант Николай Кожушкин был удостоен высокого звания Героя Советского Союза с вручением ордена Ленина за номером 42573 и медали «Золотая Звезда» за номером 6219.
Был также награждён тремя орденами Красного Знамени, двумя орденами Отечественной войны I степени, орденом Красной Звезды, рядом медалей.

## Память

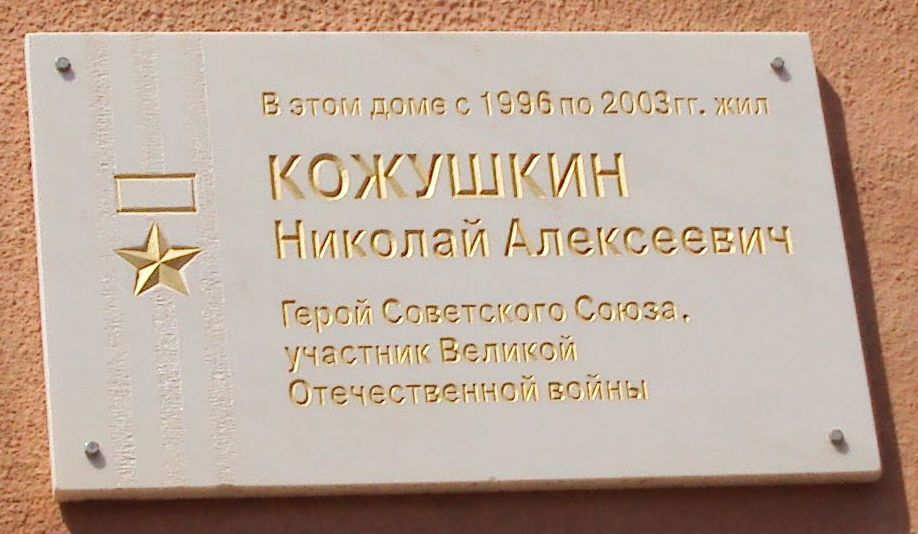
Памятная доска установленная на доме, где до своей смерти проживал Герой Советского Союза Николай Алексеевич Кожушкин, по адресу город Волжский, улица Чайковского, дом 14.

- На доме, где Николай Алексеевич проживал до самой смерти, установлена памятная доска[2].
- Стела в честь Н. А. Кожушкина установлена на Аллее Героев в Гомеле (ул. Советская)[3][4].